# The Gathering Storm
The Gathering Storm är den tolfte boken i serien Sagan om Drakens återkomst och utkom år 2009. Boken ges ut av Tor Books i USA och av Orbit Books i Storbritannien. Seriens ursprunglige författare var den i september år 2007 avlidne Robert Jordan. Efter dennes död kommer serien istället att slutföras av Brandon Sanderson. The Gathering Storm är den första boken i serien som ej kommer att översättas till svenska.
Från början var det inte tänkt att serien skulle vara så lång som fjorton böcker, men allteftersom växte materialet och Jordan fick revidera sina ursprungliga antaganden. Slutligen bestämde han sig för att serien skulle omfatta tolv böcker och att den sista skulle heta A Memory of Light, men när Sanderson tog över visade det sig att boken skulle bli ohanterligt tjock, varför beslutet togs att dela upp den sista i tre separata böcker. Således kan, beroende på hur numreringen utförs, antalet böcker i serien anges till tolv såväl som till fjorton.

## Utgåvor (i urval)
- Sanderson, Brandon: The Gathering Storm, Tor Books, 2009 (inbunden)  (engelska), ISBN 978-0-7653-0230-4.
- Sanderson, Brandon: The Gathering Storm, Orbit Books, 2009 (inbunden)  (engelska), ISBN 978-1-84149-165-3.